# Stactobia monnioti
Stactobia monnioti är en nattsländeart som beskrevs av Jacquemart 1973. Stactobia monnioti ingår i släktet Stactobia och familjen smånattsländor. Inga underarter finns listade i Catalogue of Life.